# Peribaea longiseta
Peribaea longiseta là một loài ruồi trong họ Tachinidae.